# Mycosphaerella minima
Mycosphaerella minima är en svampart som beskrevs av Stahel 1937. Mycosphaerella minima ingår i släktet Mycosphaerella och familjen Mycosphaerellaceae.   Inga underarter finns listade i Catalogue of Life.